# Europastraße 009
Die Europastraße 009 (kurz: E 009) ist eine Europastraße des Zwischennetzes in Tadschikistan.

## Verlauf
Die Europastraße 009 beginnt an der Europastraße 60 in Jirgatal und verläuft von dort über rund 700 Kilometer zunächst in südlicher Richtung über Chorugh entlang der Grenze zu Afghanistan nach Ischkoschim (gegenüber dem afghanischen Ischkaschim) und weiter nach Osten abknickend nach Langar am Rand des Hindukusch an der afghanischen Grenze.